# Allodiplosis crassus
Allodiplosis crassus är en tvåvingeart som beskrevs av Jean-Jacques Kieffer och Jörgensen 1910. Allodiplosis crassus ingår i släktet Allodiplosis och familjen gallmyggor. Inga underarter finns listade i Catalogue of Life.